# Grèce Hebdo
Grèce Hebdo est une édition numérique du Département de Communication Numérique de la Direction de la Diplomatie des Médias, actuellement placée sous le Secrétariat général de Diplomatie Publique, des Affaires Religieuses et Consulaires du Ministère des Affaires Étrangères grec. Son but consiste à présenter des évolutions politiques, économiques et culturelles d’intérêt particulier pour les pays francophones. Il s'agit d'une publication à caractère gouvernemental relevant de la diplomatie publique, dans la mesure où elle vise à augmenter l'attrait et l'extroversion de l'image de la Grèce. Les entretiens avec des artistes, des académiciens et des intellectuels font partie essentielle de la production éditoriale du site.

## Histoire et portée
Créé initialement par le Secrétariat général aux Médias et à la Communication en 2008, sous la forme d'une lettre d'information diffusée par courrier électronique, Grèce Hebdo a évolué à partir de 2011 vers un site électronique. En parallèle à ses publications sur son site électronique, Grèce Hebdo entretient une activité systématique sur les réseaux sociaux.
Dans la période de novembre 2011 jusqu'en juillet 2013, Grèce Hebdo comptait plus de 77.845 visites sur son site internet dont 29.574 visites provenant de France ; 7.863 visites étaient enregistrées aux États Unis, 5.741 en Suisse et 2.973 en Belgique.
Grèce Hebdo collabore fréquemment avec les bureaux de presse des ambassades de la République Hellénique à l'étranger,,,,. De plus, il organise des événements publics à caractère culturel et historique portant sur les relations franco-grecques, ou promeut des événements artistiques et festivals, tels que le Festival du film francophone de Grèce organisé par l'Institut Français d'Athènes, dont Grèce Hebdo fut sponsor de communication dans sa 20e édition.

## Éditions dans d'autres langues
Grèce Hebdo fait partie de l'éventail des publications électroniques du Département de Communication Numérique, qui comprend aussi une édition en anglais (Greek News Agenda), allemand (Griechenland Aktuell), italien (Punto Grecia) et espagnol (Panorama Griego).